# Bernard Laporte
Bernard Laporte (Rodez, 1º luglio 1964) è un ex rugbista a 15, allenatore di rugby a 15, politico, dirigente sportivo e imprenditore francese.
Da giocatore militò, nel ruolo di mediano di mischia, nel Gaillac e nel Bègles; da allenatore condusse la Nazionale francese dal 1999 al 2007, classificandosi quarto in due Coppe del Mondo consecutive, nel 2003 e nel 2007.
Dimessosi dall'incarico dopo quest'ultima competizione, ricoprì da ottobre 2007 a giugno 2009 l'incarico di sottosegretario di Stato con delega allo Sport nel secondo governo Fillon; tornato alla carriera sportiva, fu dirigente presso il Bayonne e tra il 2011 e il 2016 allenò il Tolone.
Dal 3 dicembre 2016 è presidente della federazione rugbistica francese. Nel 2022 è stato accusato di corruzione ma non ha annunciato le dimissioni dall'incarico di presidente della Federugby. Nel 2023 terminerà il suo incaricò dopo l'elezione di Florian Gill come nuovo presidente della FFR.

## Biografia

### Carriera sportiva
Sopravvissuto a 20 anni a un incidente automobilistico a causa del quale passò qualche mese in coma profondo, Laporte, proveniente dal Gaillac, dal 1984 militò nel Bègles-Bordeaux, club nel quale rimase fino a termine carriera, avvenuta nel 1993 a 29 anni, e con il quale vinse un campionato francese nel 1991.
Passato alla carriera tecnica, tra il 1993 e il 1995 si formò come allenatore sempre nel Bègles-Bordeaux prima di divenire guida dei parigini dello Stade français, all'epoca in seconda divisione; portò il club in prima divisione nel volgere di due stagioni e, nel 1998, lo condusse alla conquista del campionato e alla semifinale della Heineken Cup.
Lasciò il club parigino nel 1999, non prima di aver vinto anche la Coppa di Francia.
Dopo la Coppa del Mondo di rugby 1999 fu designato dalla Federazione commissario tecnico della Nazionale francese.
In tale veste Bernard Laporte vinse quattro tornei del Sei Nazioni, nel 2002, 2004, 2006 e 2007, con due Grandi Slam; giunse due volte consecutive alla semifinale di Coppa del Mondo, nel 2003 in Australia e nel 2007 in Francia, perdendola in entrambe le occasioni contro l'Inghilterra e giungendo due volte al quarto posto finale.
Dopo la Coppa del Mondo di rugby 2007 Laporte lasciò la conduzione della Nazionale; il suo ultimo incontro fu la finale per il 3º posto della competizione, disputata al Parco dei Principi contro l'Argentina, la quale vinse 34-10.

### Carriera politica
Sostenitore di Nicolas Sarkozy nel corso delle elezioni presidenziali del 2007, alla salita all'Eliseo del candidato dell'UMP fu chiamato a ricoprire un incarico sottosegretariale nel II governo Fillon.
Affidatario della delega alla Gioventù, Sport e Vita Associativa come sottosegretario alla Sanità, nel rimpasto di governo del 12 gennaio 2009 Laporte rimase assegnatario della sola delega allo Sport.
La nomina di Laporte a sottosegretario fu aspramente criticata dall'opposizione: il portavoce socialista Stéphane Le Foll sostenne che «[Laporte] non ha nulla a che fare con questo governo» e che la nomina, frutto di «commistione tra sport, affari e politica», si spiega solo con «la forte amicizia che lega Sarkozy e Laporte».
Tra le proposte di legge presentate da Laporte nel corso del suo mandato politico, le più rilevanti riguardano:
- lotta al doping: istituzione del reato di detenzione di prodotti dopanti e persecuzione d'ufficio del reato stesso;
- rilancio dello sport di vertice tramite la creazione di “campi d'eccellenza”, riduzione del numero di sportivi cosiddetti di vertice da 15.000 a 5.000, passaggio dalla logica burocratica a quella manageriale della gestione sportiva e democratizzazione della rappresentanza in seno al mondo dello sport[3]
- riforma dello sport professionistico, per aumentare la competitività di alcune discipline (come i.e. il calcio, mai del tutto decollato in Francia a livello di club), riformare l'assetto societario dei gruppi sportivi e combattere violenza e razzismo negli stadi[4].

Dopo avere visto il suo portafogli ridursi, Laporte si dimise nel giugno 2009 lasciando il programma parzialmente inattuato, in particolare per quanto riguarda la riforma dello sport di alto livello, a causa dell'opposizione delle principali federazioni sportive nazionali

### Carriera imprenditoriale
Laporte ha — o ha avuto — interessi imprenditoriali in diverse case da gioco in tutto il Paese.
Tra le partecipazioni più importanti, quelle in società con gli ex rugbisti internazionali William Téchoueyres e Philippe Saint-André nei casino di Mimizan, Biscarrosse e Lacanau, poi venduti nel 2000
Dal 2006 gestisce, in comproprietà con un altro ex internazionale, Denis Charvet, il casinò di San Giuliano di Geneva, in Alta Savoia.

### Ritorno alla carriera sportiva
A novembre 2010 Laporte assunse l'incarico di direttore sportivo del Bayonne, durante il quale tentò di operare alcune riforme in ambito tecnico, ma dissapori con la presidenza lo indussero a rinunciare alla carica dopo pochi mesi; a settembre 2011 accettò l'incarico di allenatore del Tolone in sostituzione dell'uscente Philippe Saint-André, chiamato a subentrare a Marc Lièvremont alla guida della Nazionale francese dopo la Coppa del Mondo di rugby 2011.
Nel 2013 ha guidato il Tolone al suo massimo risultato sportivo, la vittoria in Heineken Cup grazie al quale la squadra si è laureata campione d'Europa.

## Palmarès

### Giocatore
- Campionati francesi: 1
Bègles: 1990-91

### Allenatore
- Campionati francesi: 2
Stade français: 1997-98
Tolone: 2013-14
- Coppe di Francia: 1
Stade français: 1998-99
- Champions Cup: 3
Tolone: 2012-13, 2013-14, 2014-15
- Sei Nazioni: 2
Francia: 2002, 2004